# El Cristo Roto
El Cristo Roto, także El Cristo Roto de la Isla (pol. Chrystus Połamany) – monumentalny posąg Chrystusa autorstwa Miguela Romo odsłonięty w 2006 roku w San José de Gracia w Meksyku.
El Cristo Roto jest jedną z pięciu największych rzeźb w Meksyku.

## Historia
Pomnik El Cristo Roto został wybudowany na wyspie na sztucznym jeziorze utworzonym przez Zaporę Prezydenta Callesa, w gminie San José de Gracia, Aguascalientes. Konstrukcja ukończona, odsłonięta i poświęcona przez prymasa Meksyku kard. Norberta Riverę Carrerę 10 sierpnia 2006 roku ma 25 metrów wysokości i została zamontowana na 3-metrowej podstawie wykonanej z mieszanki betonu i zbrojonej stali, co daje całkowitą wysokość 28 metrów. Autorem posągu był meksykański rzeźbiarz Miguel Romo. Rzeźba przedstawia ukrzyżowanego Jezusa bez krzyża. Ukrzyżowany nie ma prawych ręki i nogi. Uszkodzenie ma symbolizować burzliwą historię regionu, m.in. powódź i spowodowany nią exodus mieszkańców. Lokalna populacja to przede wszystkim Chichimekowie. Region był również miejscem ciężkich walk podczas powstania Cristero w latach 1926–1929. Po wzniesieniu zapory (1927–1928) rdzenni mieszkańcy musieli opuścić swoje dotychczasowe wioski. Na brzegu jeziora powstało miasto San José de Gracia.
Inspiracją dla artysty była legenda o księdzu, który znalazł połamany krucyfiks i postanowił go naprawić. Krucyfiks miał do niego przemówić. Stan, w którym się znajdował, miał być symbolem wszystkich zagubionych i cierpiących Chichimeków. Obecnie miejsce jest odwiedzane przez próbujących przedostać się do Stanów Zjednoczonych emigrantów. Jest to atrakcyjny punkt widokowy. Łodzie do posągu odpływają z nabrzeża San José de Gracia..

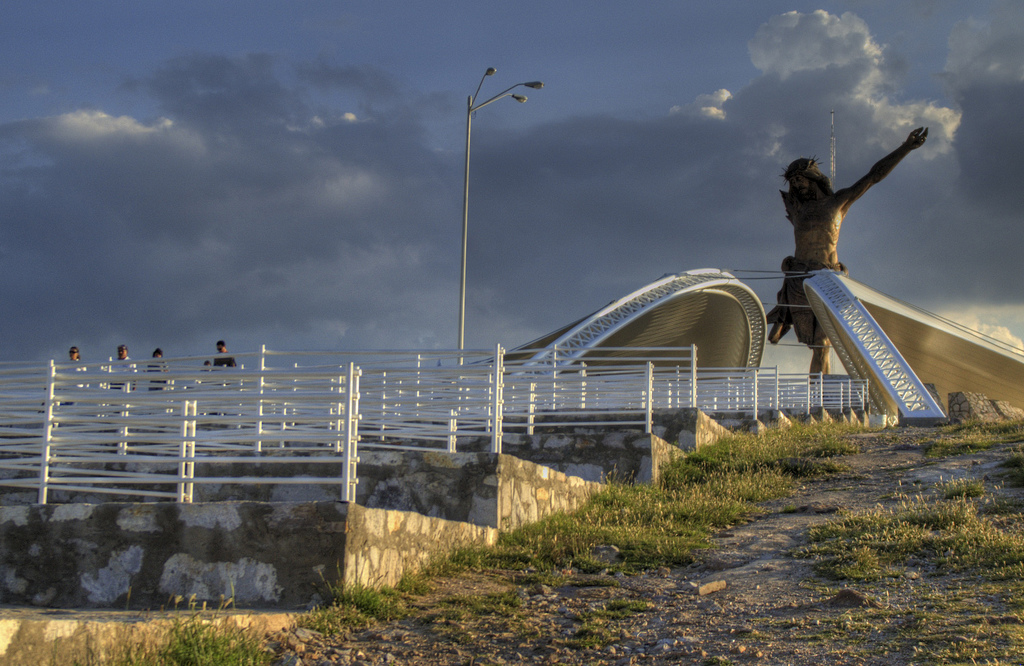
El Cristo Roto, 2009
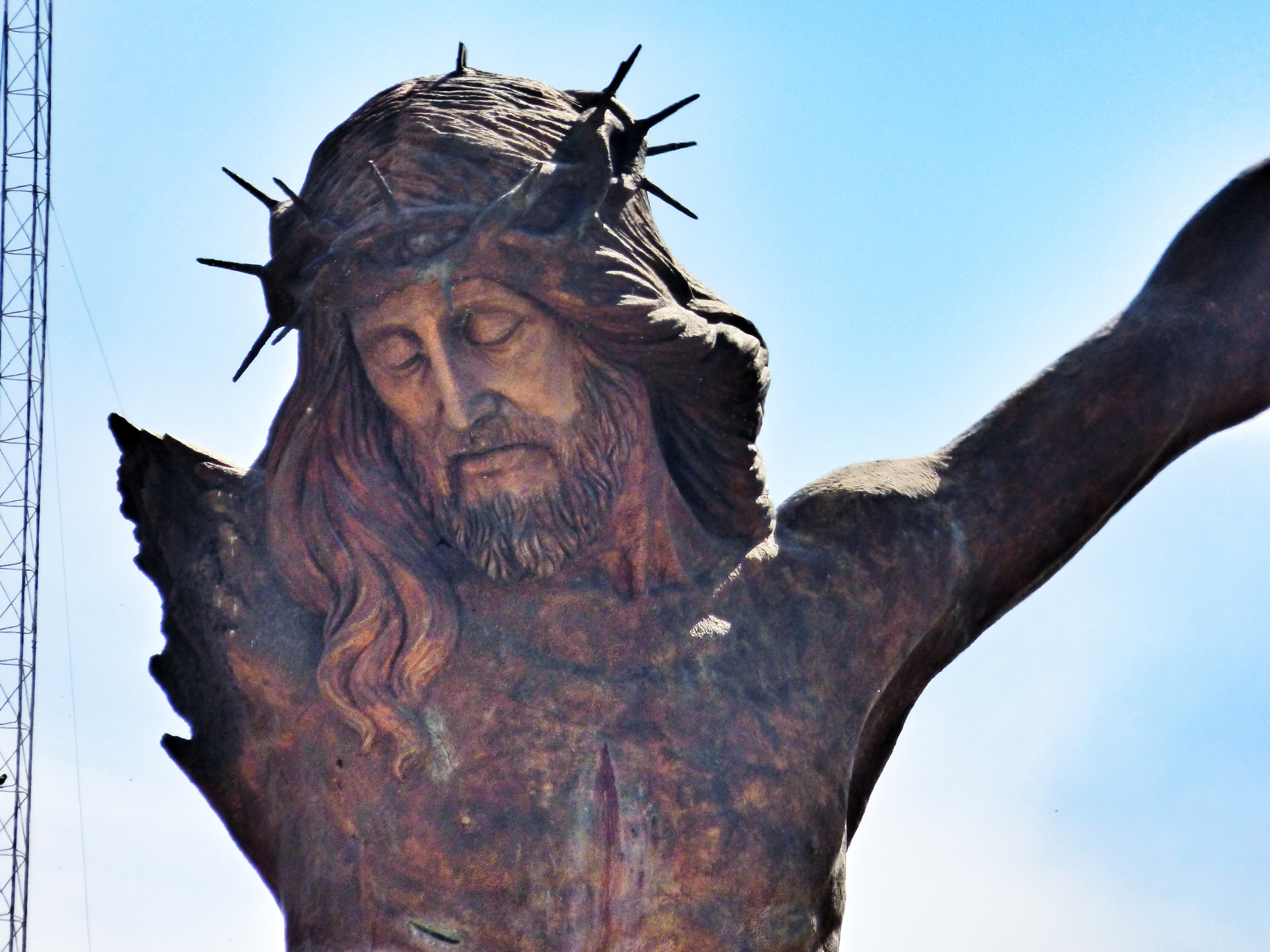
El Cristo Roto, 2014
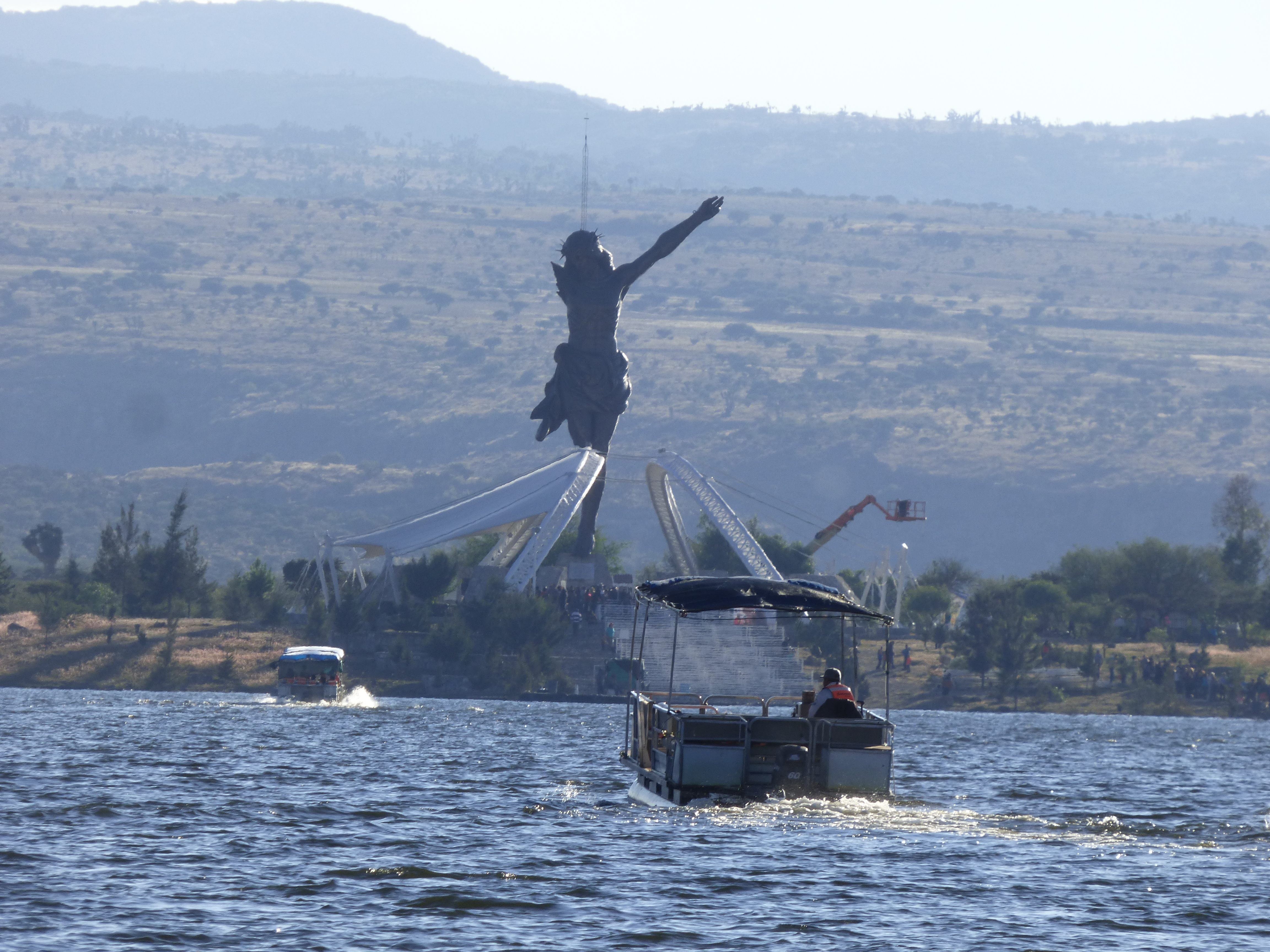
Jezioro i pomnik, 2015